# Velja Mogila kod Bara
Velja Mogila je lokalni naziv za ogromnu ilirsku grobnicu u Gornjem Šušnju, Bar, Crna Gora. Nepoznato je da li je ta gomila kamenja grobnica ili kenotaf (grob bez tijela).

## Istorija
Velja Mogila je na istaknutom mjestu, na vrhu naselja Šušanj, a vidljiva je s velike udaljenosti i s mora i kopna. Humka je od kamenog nabačaja, a oblik joj je kupast, sa zatupastim vrhom. Visoka je nešto više od sedam metara. Osnova joj je u obliku kruga, s prečnikom od oko 30 metara. Razlikuje se od svih ostalih tumulusa u Crnoj Gori po tome što je to jedini objekt iz vremena paganstva, koji koriste vjernici katoličke crkve u viševjekovnoj tradiciji procesije, jednom godišnje, na Spasovdan. Mogila se nalazi u blizini katoličke crkve svete Petke u Gornjem Šušnju. Katolici na Spasovdan, u procesiji, donose po jedan kamen za svakog člana svoje porodice. Po drevnom običaju ovog kraja, kamenje polože na vrh da gomila raste. 2019. godine katolički svećenik dr Dejan Turza je na kraju obreda, s vrha Velje mogile, držeći krst u ruci, blagoslovio na sve četiri strane svijeta. Običaj da se na sveta mjesta donosi kamenje je očuvan u ovom kraju. Tako je nastala Gospa od Škrpjela, a običaj odnošenja kamenja na vrhove brda i planina, koji su u paganstvu bili sveta mjesta, sačuvan je i na vrhu planine Rumije, gdje je danas na gomili kamenja pravoslavna crkva Svete Trojice. Običaj penjanja na vrhove planina na neki praznik je sačuvan i kod nekih današnjih Albanaca. Na vrhu planine Jalič su sačuvane ruševine male kapele, gdje na Sv. proroka Iliju 20. jula žitelji okolnih sela smatraju za sveti običaj ostao od pradjedova da se popnu i izvrše namaz, kako to rade Tedrinci na Veliku Gospojinu, penju se na planinu Dronju, i Sirnićani i Kačaničani na planinu Ljuboten. Na ovoj posljednjoj nije bilo znakova postojanja molitvenog doma, a na Dronji ima grob iz davnina kao na planini Paštrik. Doseljenike na Cetinje u 15. vijeku Ivana i Jelicu Borojev sa Starog Vlaha (Zlatibor) su sinovi ukopali na Velju gomilu, gdje odluče izgraditi crkvu, kasnije nazvanu Vlaška crkva. Očigledna je sličnost u tadašnjim običajima da se kod Velje gomile (Cetinje) i Velje mogile (Bar) ukopavaju mrtvi i grade crkve.

## Zanimljivosti
U Bibliji, u 31. poglavlju knjige Postanja je opisan isti običaj, u kontekstu ugovora između Lavana i Jakova. Jakov je uzeo jedan kamen pa ga je uspravio kao stub, a onda je rekao svojim ljudima: »Skupite kamenja!« Tako su oni nakupili kamenja i nabace gomilu. Tu su na gomili blagovali. Lavan je nazva »Jegar sahaduta« (na aramejskom znači svjedok-gomila), a Jakov je nazva »Gal-ed« (isto značenje, ali na jevrejskom).